# Macaco (zodíaco)

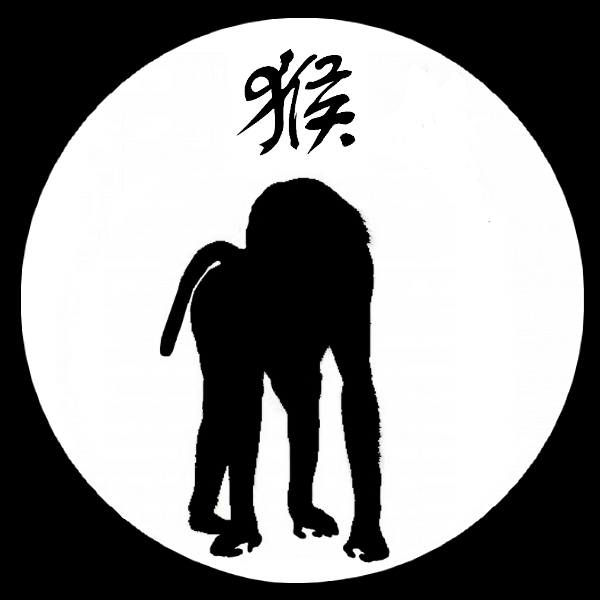
Macaco do Zodíaco, mostrando o caractere hóu (猴)

O Macaco (猴) é o nono animal do ciclo de doze anos que aparecem no zodíaco chinês, relacionado ao calendário lunar chinês. O ano do macaco é associado ao ramo terrestre 申 (shēn).

## Anos e os Cinco Elementos

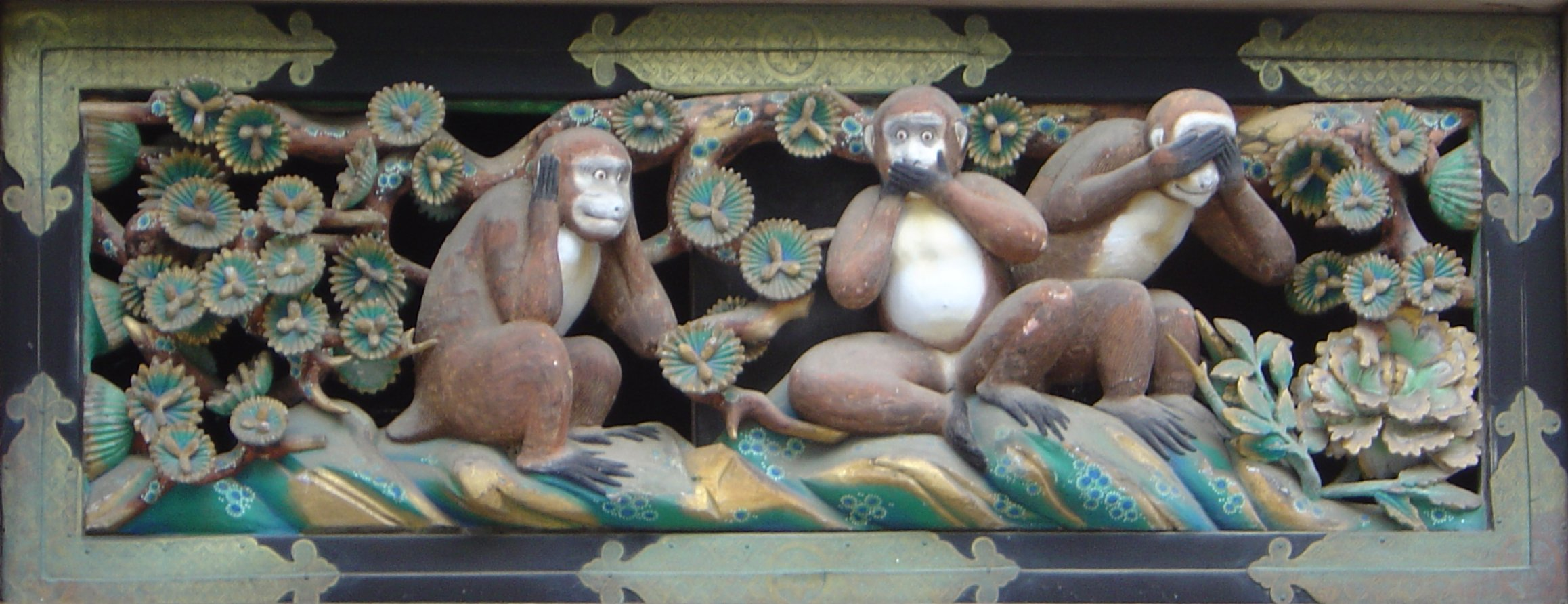
Os três macacos sábios sobre o santuário Tōshō-gū em Nikkō, Japão

Pessoas nascidas dentro dessas faixas de datas podem ser consideradas como tendo nascido no "ano do macaco", carregando o seguinte signo elemental:

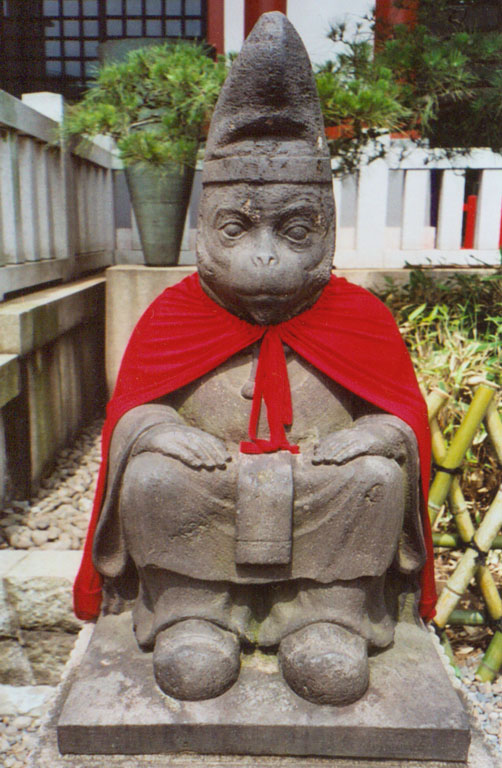
A estátua do macaco no santuário xintoísta em Tóquio

| Data de nascimento | Data de nascimento | Signo e Elemento  |
| Início             | Fim                | Signo e Elemento  |
| ------------------ | ------------------ | ----------------- |
| 06/02/1932         | 25/01/1933         | Macaco de Água    |
| 25/01/1944         | 12/02/1945         | Macaco de Madeira |
| 12/02/1956         | 30/01/1957         | Macaco de Fogo    |
| 30/01/1968         | 16/02/1969         | Macaco de Terra   |
| 16/02/1980         | 04/02/1981         | Macaco de Metal   |
| 04/02/1992         | 22/01/1993         | Macaco de Água    |
| 22/01/2004         | 08/02/2005         | Macaco de Madeira |
| 08/02/2016         | 27/01/2017         | Macaco de Fogo    |
| 26/01/2028         | 12/02/2029         | Macaco de Terra   |